# Charles City (Virginia)
Charles City è un census-designated place (CDP) degli Stati Uniti d'America, situato nello stato della Virginia, nella contea di Charles City, della quale è il capoluogo.